# Heterophleps variegata
Heterophleps variegata là một loài bướm đêm trong họ Geometridae.